# Bascule monostable
Pour les articles homonymes, voir Bascule.
Une bascule monostable est un circuit logique qui a un état stable : il reste en cet état stable et ne le quitte que lorsqu’il reçoit une impulsion appliquée sur son entrée de commande appelée trigger. Il passe alors pour une durée prédéfinie dans un état quasi stable, caractérisé par une impulsion unique à la sortie, de durée et amplitude réglables. Après cette impulsion, la sortie retourne à l’état stable.
Une bascule monostable peut être redéclenchable ou non redéclenchable (ou monocoup) : elle est dite redéclenchable si la temporisation peut être réinitialisée avant d'être finie ; elle est dite non redéclenchable en cas contraire (une impulsion en entrée restera sans effet tant que la temporisation ne sera pas arrivée à son terme).